# Едмундс Кнікстс
Едмундс Кнікстс (латис. Edmunds Kniksts; народився 10 березня 1982 у м. Ризі, Латвія) — латвійський хокеїст, захисник. Виступає за «Металургс» (Лієпая) у Білоруській Екстралізі.
Виступав за команди «Юніорс» (Рига), ХК «Ессаміка» (Огре), ХК «Огре», «Металургс» (Лієпая).
У складі молодіжної збірної Латвії учасник чемпіонатів світу 2001 (дивізіон I) і 2002 (дивізіон II). У складі юніорської збірної Латвії учасник чемпіонату світу 2000 (група B).